# Novgrad, Ruse
Novgrad (în bulgară Новград) este un sat în comuna Țenovo, regiunea Ruse,  Bulgaria. 

## Demografie
Componența etnică a satului Novgrad
     Bulgari (67,29%)
     Turci (28,52%)
     Nicio identificare (4,17%)
     Altele (0,41%)
La recensământul din 2011, populația satului Novgrad era de 957 locuitori. Din punct de vedere etnic, majoritatea locuitorilor (67,29%) erau bulgari, cu o minoritate de turci (28,52%). Pentru 4,17% din locuitori nu este cunoscută apartenența etnică.